# Assedio di 's-Hertogenbosch (1601)
L’assedio di 's-Hertogenbosch del 1601, noto anche come primo assedio di 's-Hertogenbosch, fu un assedio combattuto presso la città di 's-Hertogenbosch (attuali Paesi Bassi) dal 1° al 27 novembre 1601, nell'ambito della guerra degli ottant'anni. Maurizio d'Orange e Guglielmo Luigi di Nassau-Dillenburg cercarono di prendere la città di 's-Hertogenbosch che ospitava una guarnigione di 1500-2000 soldati spagnoli (2 compagnie di fanteria e 2 di cavalleria) guidate dal governatore Anthonie Schetz, barone di Grobbendonck.
Dopo aver espugnato Rheinberg nel luglio del 1601, il principe Maurizio, ad ottobre, mobilitò settantatré compagnie di fanteria e trentatré di cavalleria, inclusi diversi pezzi d'artiglieria. La città era difficile da conquistare per le importanti fortificazioni presenti, il continuo arrivo di forze fresche degli spagnoli e la lealtà della popolazione alla causa cattolica. Anche l'inverno giocò un ruolo importante nel fallimento dell'assedio. L'assedio si concluse quando l'arciduca Alberto VII d'Asburgo, governatore generale dei Paesi Bassi 
spagnoli, inviò un esercito di rinforzo al comando del conte Frederik van den Bergh da Ostenda, che il 27 novembre raggiunse la città di Oirschot, a 25 km a sud di 's-Hertogenbosch. Il giorno precedente, il 26 novembre, il principe Maurizio, secondo il racconto di suo cugino Guglielmo Luigi che pure prese parte all'operazione, temeva di affrontare quest'esercito spagnolo in campo aperto e per questo iniziò la ritirata.
Questo fallimento degli olandesi mise in difficoltà anche gli inglesi di sir Francis Vere (comandante della guarnigione di Ostenda all'epoca) che attendeva disperatamente dei rinforzi dagli olandesi.
Nel 1603, Maurizio d'Orange provò nuovamente a conquistare 's-Hertogenbosch, ma venne ancora una volta costretto a ritirarsi.